# Таларю, Луи II де
Луи II де Таларю (фр. Louis II de Talaru; 1682 — 31 марта 1763), маркиз де Шальмазель — французский военный и придворный деятель.

## Биография
Сын Франсуа-Юбера де Таларю, маркиза де Шальмазеля, и Мари д'Орнесон де Шамаранд.
Граф де Шамаранд в Юрпуа, сеньор де Сен-Марсель в Форе, де Шоссен и других земель в Бурбонне и Оверни.
Полковник пехотного полка своего имени с 1 февраля 1719. 
18 января 1721 назначен губернатором городов Фальсбург и Сарребург.
Был направлен полномочным министром к курфюрсту Саксонскому с выражением соболезнований от имени короля в связи со смертью польской королевы.
В 1733 году получил по праву наследования должность первого дворцового распорядителя королевы, которую занимал его дядя по матери граф де Шамаранд.
2 февраля 1749 был пожалован в рыцари орденов короля. Получил цепь ордена Святого Духа 25 мая.

## Семья
1-я жена (1.09.1717): Катрин Анжелика д’Аркур (ум. 18.06.1718), дочь Франсуа III д’Аркура, маркиза де Бёврона, и Анжелики де Фабер. Умерла при родах, двое мальчиков тоже умерли
2-я жена (26.04.1720): Мари Марта Франсуаза де Бонневаль (10.1701—1770), дочь маркиза Сезара-Фебюса де Бонневаля, и Мари-Анжелики де Отфор
Дети:
- Мари-Луиза-Анжелика (20.03.1723—?). Муж (20.07.1741): Арман-Франсуа де Лакруа (ум. 1743), маркиз де Кастри, сын Жозефа-Франсуа де Лакруа
- Сезар-Мари (8.06.1725 — 22.07.1794), маркиз де Шальмазель
- Франсуа-Юбер (18.04.1726—11.1757), называемый графом де Таларю. Лейтенант и адъютант-майор жандармерии, умер в Ганновере
- Луи-Анж-Франсуа (14.05.1727—8.12.1798), епископ Кутанса